# Vladimir Petrovič Orlov-Davydov
Conte Vladimir Petrovič Orlov-Davydov, in russo Владимир Петрович Орлов-Давыдов? (23 aprile 1809 – San Pietroburgo, 24 aprile 1882), è stato un politico e scrittore russo.

## Biografia
Era il figlio primogenito di Pëtr L'vovič Davydov, e di sua moglie, Natal'ja Vladimirovna Orlova. Ha trascorso la sua infanzia in Italia. 
Dopo la morte di sua madre, fu mandato in Inghilterra, dove ha completato un corso all'Università di Edimburgo, dopo di che, fu trasferito a Londra.

## Carriera
Successivamente fu trasferito a Parigi e da lì, dopo un soggiorno di cinque anni, tornò in Russia. Lungo la strada si fermò in Germania, visitando Weimar, dove è stato ricevuto dalla granduchessa Marija Pavlovna. Lì conobbe Goethe.
Nel 1848 fu nominato ministero degli Affari interni. Nel 1856, dopo la morte di Ekaterina Grigor'evna Orlova, grazie a un permesso imperiale prese il titolo e il nome Orlov-Davydov.
Un amante dell'antichità, il conte Orlov-Davydov fece grandi donazioni a varie biblioteche e musei, arricchendo la biblioteca del nonno.

## Matrimonio
Nel giugno 1832 sposò Ol'ga Ivanovna Barjatinskaja (1814-1876), figlia del diplomatico Ivan Ivanovič Barjatinskij (1772-1825) e di Marija Fëdorovna Keller (1792-1858). Ebbero sei figli:
- Natal'ja Vladimirovna (1833-1885), sposò Dmitrij Nikolaevič Dolgorukij, ebbero due figli gemelli;
- Vladimir Vladimirovič (13 novembre 1837-1870);
- Anatolij Vladimirovič (13 novembre 1837-1905), sposò la contessa Marija Egorovna Tolstoj;
- Marija Vladimirovna (1840-1931);
- Evgenija Vladimirovna (5 agosto 1841-1872), sposò Pëtr Vasilčikov;
- Sergej Vladimirovič (26 giugno 1846-1905), sposò Elizaveta Arseneva.

## Morte
Morì il 24 aprile 1882, a San Pietroburgo.